# Пьераццо (лунный кратер)
Кратер Пьераццо (лат. Pierazzo) — маленький ударный кратер в экваториальной области обратной стороны Луны. Название присвоено в честь итальянского планетолога Элизабет Пьераццо (1963—2011) и утверждено Международным астрономическим союзом 26 мая 2015 г.

## Описание кратера
Ближайшими соседями кратера являются кратер Ленц на западе-юго-западе; кратер Элви на севере и кратер Крамаров на юге. На юге от кратера располагаются горы Кордильеры. Селенографические координаты центра кратера — 3°18′ с. ш. 100°14′ з. д. / 3,3° с. ш. 100,24° з. д., диаметр — 9,3 км.
Кратер Пьераццо образован в толще пород, выброшенных при формировании Моря Восточного и имеет циркулярную чашеобразную форму с небольшим участком плоского дна. Вал с четко очерченной острой кромкой, внутренний склон гладкий, с высоким альбедо. Кратер окружен ярко выраженной системой лучей и породами с высоким альбедо, выброшенными при его образовании.

## Сателлитные кратеры
Отсутствуют.